# Deniz Undav
Deniz Undav (Varel, 19 luglio 1996) è un calciatore tedesco, attaccante dello Stoccarda e della nazionale tedesca.

## Biografia
È di origini curde

## Caratteristiche tecniche
È una punta centrale che può ricoprire anche i ruoli di seconda punta e trequartista, molto forte nella finalizzazione, nei calci di punizione e nei colpi di testa, ma pecca nei duelli aerei. Si è sempre fatto ben apprezzare per la sua ottima vena realizzativa, dimostrando una freddezza glaciale in area di rigore e una grande abilità nel crearsi gli spazi per battere a rete, grazie anche alla sua ottima tecnica individuale unita alla potenza fisica nonostante una stazza non particolarmente elevata. Spesso si è ben trovato in un attacco a 2 con attaccanti con caratteristiche complementari alle sue, ad esempio con Nick Woltemade allo Stoccarda e, soprattutto, con Dante Vanzeir ai tempi dell'Union Saint-Gilloise con la quale ha vinto campionato e classifica marcatori.

## Carriera

### Club

#### Havelse
Si è formato nelle giovanili del Werder Brema, in seguito esordisce nella quarta divisione tedesca con l'Havelse, sia nell'edizione 2015-2016 del campionato che in quella successiva, ha realizzato sedici reti.

#### Eintracht Braunschweig e Meppen
Trascorre un anno nella squadra riserve dell'Eintracht Braunschweig, dove segna una doppietta sia contro l'Eintracht Norderstedt pareggiando per 3-3 che nella sconfitta per 5-3 contro il SC Weiche Flensburg 08. Passa poi al Meppen in 3. Liga: ha totalizzato uno score di 17 gol nell'edizione 2019-2020 del campionato.

#### Union Saint-Gilloise
Nell'estate del 2020 si trasferisce all'Union Saint-Gilloise, militante nella seconda divisione belga. Con la squadra di Bruxelles vince il campionato di Division 1B, partecipando attivamente con 26 presenze e 17 gol. La stagione successiva esordisce in Pro League nella vittoria per 3-1 contro l'Anderlecht, contribuendo con una doppietta. Il 21 novembre segna il suo primo poker nella vittoria 7-1 contro l'Ostenda. Durante il campionato riesce a segna 26 reti conquistando il titolo di capocannoniere.

#### Brighton e Stoccarda
Il 31 gennaio 2022, viene acquistato dal Brighton per circa 7 milioni di euro e viene lasciato in prestito in Belgio fino a giugno.
La stagione 2022-2023 risulterà complicata per l'attaccante tedesco complice la presenza fino a gennaio di Leandro Trossard, dell'esplosione del giapponese ed ex compagno di squadra Kaoru Mitoma e del giovane irlandese Evan Ferguson e dell'esperienza dell'inglese Danny Welbeck.
Il 2 agosto 2023 viene ceduto in prestito, dal Brighton, allo Stoccarda. Saltate le prime partite per infortunio, esordisce il 16 settembre nel successo per 3-1 in casa del Magonza, mentre il 30 settembre segna le sue prime reti, decidendo con una doppietta il successo per 2-0 in casa del Colonia.. Chiude la stagione col secondo posto in campionato, contribuendo con 18 gol all'attivo.
Dal 9 agosto 2024 resta allo Stoccarda, questa volta a titolo definitivo. Il 17 settembre, all'esordio in UEFA Champions League, trova il suo primo gol in questa competizione,nella sconfitta per 3-1 in casa del Real Madrid.Vince la Coppa di Germania il 24 maggio 2025 con un gol e un assist vincente Undav contrinuisce al risultato per 4-2 ai danni dell'Arminia Bielefeld.

### Nazionale
Il 14 marzo 2024 viene convocato per la prima volta in nazionale maggiore, con cui fa il suo esordio 9 giorni dopo. dall'80', nell'amichevole vinta 0-2 in casa della Francia.
Nella Nations League il 10 settembre 2024, alla prima presenza da titolare, realizza il suo primo gol con la selezione teutonica nel pareggio per 2-2 contro i Paesi Bassi,mentre nel match che si è concluso per 2-1 contro la Bosnia ed Erzegovina realizza la doppietta decisiva che cosegna la vittoria.

## Statistiche

### Presenze e reti nei club
Statistiche aggiornate al 21 dicembre 2024.
| Stagione                    | Squadra                     | Campionato                  | Campionato | Campionato | Coppe nazionali | Coppe nazionali | Coppe nazionali | Coppe continentali | Coppe continentali | Coppe continentali | Altre coppe | Altre coppe | Altre coppe | Totale | Totale |
| Stagione                    | Squadra                     | Comp                        | Pres       | Reti       | Comp            | Pres            | Reti            | Comp               | Pres               | Reti               | Comp        | Pres        | Reti        | Pres   | Reti   |
| --------------------------- | --------------------------- | --------------------------- | ---------- | ---------- | --------------- | --------------- | --------------- | ------------------ | ------------------ | ------------------ | ----------- | ----------- | ----------- | ------ | ------ |
| 2014-2015                   | Havelse                     | RL                          | 3          | 0          |                 | -               | -               |                    | -                  | -                  |             | -           | -           | 3      | 0      |
| 2015-2016                   | Havelse                     | RL                          | 32         | 16         |                 | -               | -               |                    | -                  | -                  |             | -           | -           | 32     | 16     |
| 2016-2017                   | Havelse                     | RL                          | 32         | 16         |                 | -               | -               |                    | -                  | -                  |             | -           | -           | 32     | 16     |
| Totale Havelse              | Totale Havelse              | Totale Havelse              | 67         | 32         |                 | -               | -               |                    | -                  | -                  |             | -           | -           | 67     | 32     |
| 2017-2018                   | E. Braunschweig II          | RL                          | 18         | 9          |                 | -               | -               |                    | -                  | -                  |             | -           | -           | 18     | 9      |
| 2018-2019                   | Meppen                      | 3L                          | 35         | 6          |                 | -               | -               |                    | -                  | -                  |             | -           | -           | 35     | 6      |
| 2019-2020                   | Meppen                      | 3L                          | 34         | 17         |                 | -               | -               |                    | -                  | -                  |             | -           | -           | 34     | 17     |
| Totale Meppen               | Totale Meppen               | Totale Meppen               | 69         | 23         |                 | -               | -               |                    | -                  | -                  |             | -           | -           | 69     | 23     |
| 2020-2021                   | Union Saint-Gilloise        | D2                          | 26         | 17         | CB              | 3               | 1               | -                  | -                  | -                  | -           | -           | -           | 29     | 18     |
| 2021-2022                   | Union Saint-Gilloise        | D1                          | 33+6       | 25+1       | CB              | 2               | 1               | -                  | -                  | -                  | -           | -           | -           | 41     | 27     |
| Totale Union Saint-Gilloise | Totale Union Saint-Gilloise | Totale Union Saint-Gilloise | 59+6       | 42+1       |                 | 5               | 2               |                    | -                  | -                  |             | -           | -           | 70     | 45     |
| 2022-2023                   | Brighton & Hove Albion      | PL                          | 22         | 5          | FACup+CdL       | 5+3             | 2+1             | -                  | -                  | -                  | -           | -           | -           | 30     | 8      |
| 2023-2024                   | Stoccarda                   | BL                          | 30         | 18         | CG              | 3               | 1               | -                  | -                  | -                  | -           | -           | -           | 33     | 19     |
| 2024-2025                   | Stoccarda                   | BL                          | 27         | 9          | CG              | 4               | 2               | UCL                | 4                  | 1                  | SG          | 1           | 1           | 36     | 13     |
| Totale Stoccarda            | Totale Stoccarda            | Totale Stoccarda            | 57         | 27         |                 | 7               | 3               |                    | 4                  | 1                  |             | 1           | 1           | 68     | 32     |
| Totale carriera             | Totale carriera             | Totale carriera             | 302        | 139        |                 | 20              | 8               |                    | 4                  | 1                  |             | 1           | 1           | 327    | 149    |

### Cronologia presenze e reti in nazionale
| Cronologia completa delle presenze e delle reti in nazionale ― Germania | Cronologia completa delle presenze e delle reti in nazionale ― Germania | Cronologia completa delle presenze e delle reti in nazionale ― Germania | Cronologia completa delle presenze e delle reti in nazionale ― Germania | Cronologia completa delle presenze e delle reti in nazionale ― Germania | Cronologia completa delle presenze e delle reti in nazionale ― Germania | Cronologia completa delle presenze e delle reti in nazionale ― Germania | Cronologia completa delle presenze e delle reti in nazionale ― Germania |
| Data                                                                    | Città                                                                   | In casa                                                                 | Risultato                                                               | Ospiti                                                                  | Competizione                                                            | Reti                                                                    | Note                                                                    |
| ----------------------------------------------------------------------- | ----------------------------------------------------------------------- | ----------------------------------------------------------------------- | ----------------------------------------------------------------------- | ----------------------------------------------------------------------- | ----------------------------------------------------------------------- | ----------------------------------------------------------------------- | ----------------------------------------------------------------------- |
| 23-3-2024                                                               | Lione                                                                   | Francia                                                                 | 0 – 2                                                                   | Germania                                                                | Amichevole                                                              | -                                                                       | 80’                                                                     |
| 3-6-2024                                                                | Norimberga                                                              | Germania                                                                | 0 – 0                                                                   | Ucraina                                                                 | Amichevole                                                              | -                                                                       | 46’                                                                     |
| 19-6-2024                                                               | Stoccarda                                                               | Germania                                                                | 2 – 0                                                                   | Ungheria                                                                | Euro 2024 - 1º turno                                                    | -                                                                       | 84’                                                                     |
| 10-9-2024                                                               | Amsterdam                                                               | Paesi Bassi                                                             | 2 – 2                                                                   | Germania                                                                | UEFA Nations League 2024-2025 - 1º turno                                | 1                                                                       | 63’                                                                     |
| 11-10-2024                                                              | Zenica                                                                  | Bosnia ed Erzegovina                                                    | 1 – 2                                                                   | Germania                                                                | UEFA Nations League 2024-2025 - 1º turno                                | 2                                                                       | 66’                                                                     |
| 8-6-2025                                                                | Stoccarda                                                               | Germania                                                                | 0 – 2                                                                   | Francia                                                                 | UEFA Nations League 2024-2025 - Finale 3º posto                         | -                                                                       | 46’                                                                     |
| Totale                                                                  |                                                                         | Presenze                                                                | 6                                                                       |                                                                         | Reti                                                                    | 3                                                                       |                                                                         |

## Palmarès

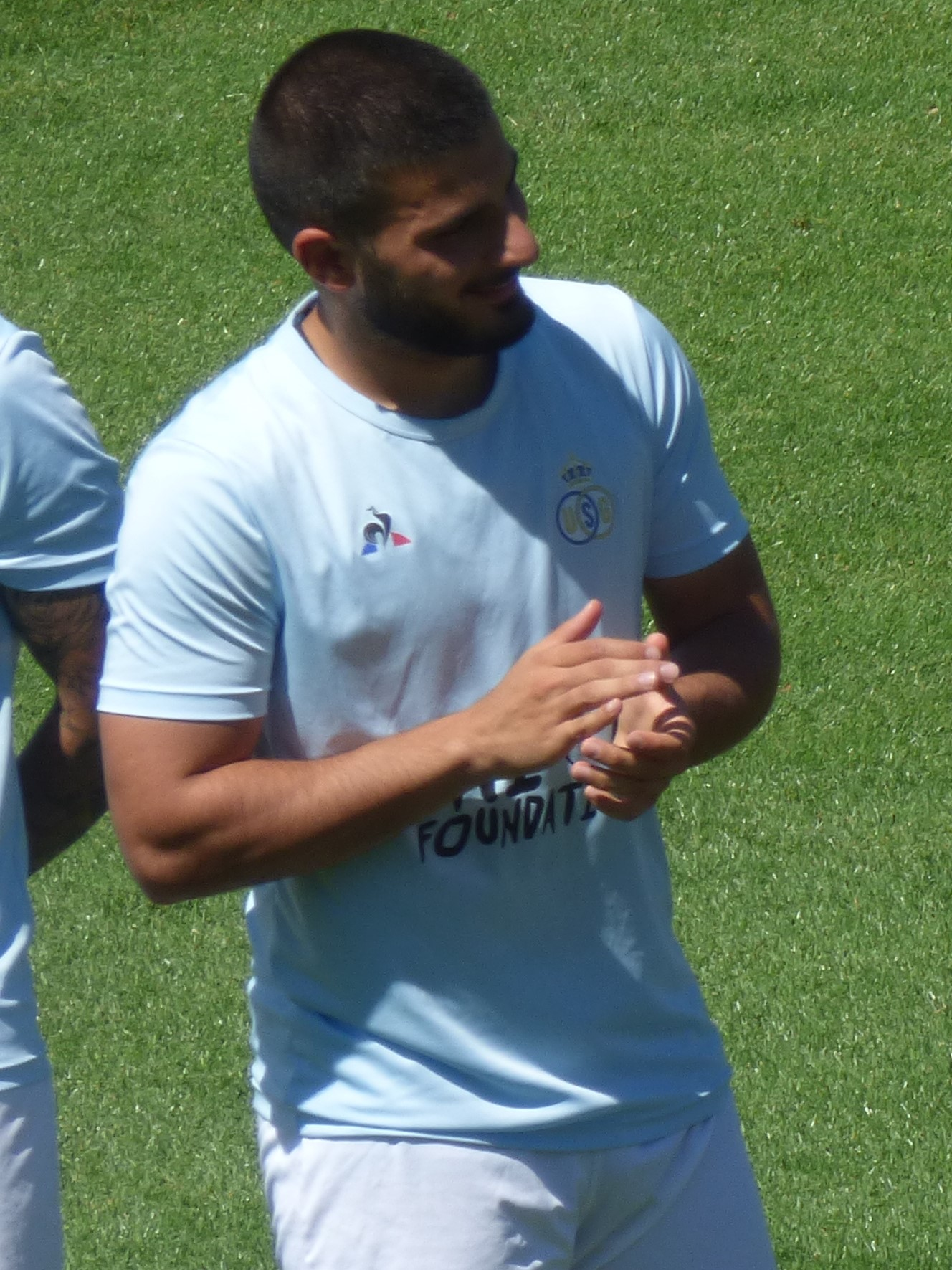
Undav all'Union Saint-Gilloise nel 2020

### Club

#### Competizioni nazionali
- Division 1B: 1

Union Saint-Gilloise: 2020-2021
- Coppa di Germania: 1

Stoccarda: 2024-2025

### Individuale
- Capocannoniere della Pro League: 1

2021-2022 (26 gol)
- Miglior giocatore della Supercoppa di Germania: 1

2024